# Bollullos par del Condado
Bollullos par del Condado är en ort i Spanien.   Den ligger i provinsen Provincia de Huelva och regionen Andalusien, i den sydvästra delen av landet, 400 km sydväst om huvudstaden Madrid. Bollullos par del Condado ligger 129 meter över havet och antalet invånare är 13 891.
Terrängen runt Bollullos par del Condado är platt. Runt Bollullos par del Condado är det glesbefolkat, med 16 invånare per kvadratkilometer. Närmaste större samhälle är Almonte, 8,7 km söder om Bollullos par del Condado. Trakten runt Bollullos par del Condado består till största delen av jordbruksmark.